# Сегре, Джино Клаудио
Джино Клаудио Сегре (4 октября 1938) — заслуженный профессор физики в Университете Пенсильвании. Он является автором нескольких книг по истории науки, в частности, по атомной физике. Книга Сегре «Фауст в Копенгагене» стала финалистом на книжной ярмарке газеты «Лос-Анджелес Таймс» и победителем премии Американского института физики за лучший научный труд.

## Рождение и образование
Джино Сегре родился во Флоренции (Италия) в семье итальянского еврея (Анджело Сегре) и немецкой католички (Кэтрин 'Катя' Шалл Сегре). Семья эмигрировала в Нью-Йорк в мае 1939 года, где они жили в течение 8 лет, прежде чем вернуться во Флоренцию. Дядя Сегре, нобелевский лауреат, физик Эмилио Сегре также эмигрировал в США в 1938 году за антисемитские законы, принятые в Италии. Джино Сегре получил степень бакалавра в Гарвардском колледже в 1959 году и степень доктора физики в Массачусетском технологическом институте в 1963 году. Впоследствии Сегре стал сотрудником ЦЕРН и Университета Калифорнии, Беркли. Он начал работать на кафедре физики в Университете Пенсильвании как профессор в 1967 году, где он проработал до 2007 года, когда вышел на пенсию. Его почетные звания включают членство в Фонде Гуггенхайма, Фонде Слоуна и Рокфеллера.

## Книги
С 2002 года Сегре опубликовал три книги по истории науки. Книга Сегре «Обычные гении» является двойной биографией Макса Дельбрюка и Джорджа Гамова, двух физиков, которые сделали важные вклады в область биологии своими «зачинательскими» духами и розыгрышами. Джереми Бернштейн написал рецензию на «Обыкновенных гениев» в журнале «The Wall Street Journal» и Джонатон Китс в журнале «New Scientist» отметил,
книга Сегре «Фауст в Копенгагене» рассказывает, как группа из 40 физиков собралась в Копенгагенскому институте Нильса Бора, сосредотачиваясь на открытии нейтрона. В последний вечер встречи молодые физики ставили отрывок, который был пародией на пьесу Гёте «Фауст», переделанную для сферы физики. По описанию Сегре «физики не сознавали, что в течение года приход Гитлера к власти изменит их мир и в течение десяти лет их исследования атомного ядра заставят их заключать свои собственные фаустовские соглашения». Отзыв на «Фауста в Копенгагене» был написан в газете «Sunday New York Times» в литературной колонке Джорджем Джонсоном.
Труд Сегре «Причина градусов: что выявит температура о прошлом и будущем наших видов, планеты и вселенной» исследует множество тайн температуры от причин человеческой горячки до происхождения вселенной. Рецензия на «Причину градусов» написана в газете «New York Times» Марсией Бартусяк.

## Научная деятельность
Исследования Сегре варьируются в пределах нескольких важных научных тем в высокоэнергетической области теоретической физики, включая электрослабые связи для лучшего понимания нарушений симметрии. В астрофизике его исследования варьируются от барионной асимметрии толчков к пульсару. Его работы включают: «Pulsar Velocities and Neutrino Oscillations» (with A. Kusenko, Phys. Rev. Letters, 1996); «Pulsar Kicks from Neutrino Oscillations» (with A. Kusenko, Phys. Rev., 1999); и «Implications of Gauge Unification for the Variation of the Fine Structure Constant» (with P. Langacker and Matt Strassler, Phys. Letters, 2002).

## Личная жизнь
Сегре женат на Беттине Хёрлин, бывшей уполномоченной по вопросам здоровья в Филадельфии. Она является дочерью в лос-аламосского физика Германа Хёрлина и Кейт Тиц Шмид. Хёрлин вела хронику встречи её родителей и их выезд из нацистской Германии в своей книге «Шаги мужества». Вместе у них семеро детей, девять внуков и они живут в Филадельфии.